# 北海道社会事業協会小樽病院
北海道社会事業協会小樽病院（ほっかいどうしゃかいじぎょうきょうかいおたるびょういん）は、北海道小樽市にある病院。通称小樽協会病院。

## 沿革
「病院の概要」参照
- 1902年（明治35年）：共立小樽施療院創立。
- 1903年（明治36年）：小樽施療院と改称。
- 1910年（明治43年）：小樽慈恵病院と改称。
- 1925年（大正14年）：財団法人北海道社会事業協会付属病院として事業継承。
- 1931年（昭和06年）：旧館を撤去し、新館完成。
- 1939年（昭和14年）：余市分院（後の北海道社会事業協会余市病院）開設。
- 1942年（昭和17年）：病棟増築。
- 1952年（昭和27年）：社会福祉法人北海道社会事業協会小樽病院と改称。准看護婦養成所設立認可。
- 1966年（昭和41年）：第1期改築工事完成。
- 1969年（昭和44年）：第2期改築工事完成。
- 1972年（昭和47年）：准看護婦養成所廃止。
- 1996年（平成08年）：病院新築。
- 1998年（平成10年）：小樽あけぼの訪問看護ステーション開設。
- 1999年（平成11年）：小樽市在宅介護支援センター「あけぼの」開設。
- 2000年（平成12年）：小樽協会病院居宅介護支援事業所設置。
- 2004年（平成16年）：増改築工事完成。
- 2008年（平成20年）：小樽協会病院居宅介護支援事業所廃止。
- 2010年（平成22年）：小樽あけぼの訪問看護ステーション廃止。
- 2014年（平成26年）：PFMセンター開設[3]。

## 機関指定
| 保険医療機関                                         | 労災保険指定医療機関              |
| 生活保護法指定医療機関                               | 無料低額診療事業実施医療機関      |
| 指定自立支援医療機関（精神通院医療、育成・更生医療） | 救急告示病院（救急指定病院）      |
| 二次救急輪番制参加病院                               | 小児救急医療支援事業参加病院      |
| 臨床研修指定病院（基幹型）                           | 地域周産期母子医療センター        |
| 母体保護法指定医の配置されている医療機関             | 診断群分類包括評価（DPC）対象病院 |

## 診療科等
診療科
- 消化器内科
- 小児科
- 外科・呼吸器外科
- 整形外科
- 形成外科
- 産婦人科
- 循環器科
- 呼吸器科
- 麻酔科
- 放射線科
- 病理診断科
- 血液内科

専門外来
- 糖尿病専門外来
- 健診専門外来
- 乳腺専門外来
- 循環器科ペースメーカー外来
- 小児科腎臓専門外来
- 小児科神経専門外来
- 小児科内分泌専門外来
- 小児科心臓専門外来
- 小児科遺伝代謝専門外来
- 禁煙専門外来

## 施設認定
| 日本内科学会認定医制度教育関連病院                        | 日本循環器学会認定専門医研修施設                           |
| 日本心血管インターベンション治療学会研修関連施設          | 日本高血圧学会専門医認定施設                               |
| 日本小児科学会認定専門医研修施設                          | 日本外科学会専門医制度修練施設                             |
| 呼吸器外科専門医合同委員会認定修練施設関連施設            | 日本乳癌学会認定医・専門医制度研修施設                     |
| 日本大腸肛門病学会認定関連施設                            | 日本がん治療認定医機構認定研修施設                         |
| 日本産科婦人科学会専門医制度専攻医指導施設                | 日本周産期・新生児医学会周産期母体・胎児専門医暫定研修施設 |
| 日本呼吸器学会関連施設                                    | 日本産科婦人科学会専門医制度専攻医指導施設                 |
| 日本呼吸器内視鏡学会専門医指導制度関連施設                | エキスパンダー実施施設                                     |
| 日本麻酔科学会認定施設                                    | 日本臨床細胞学会認定施設                                   |
| 日本病理学会研修登録施設                                  | 日本臨床細胞学会教育研修認定施設                           |
| 臨床修練病院等指定                                        | 厚生労働省薬剤師実務研修事業研修受入施設                   |
| 薬学教育協議会薬学生実務実習受入施設                      | マンモグラフィ検診施設画像認定施設                         |
| 日本静脈経腸栄養学会NST（栄養サポートチーム）稼動認定施設 |                                                            |

## アクセス・駐車場
- 北海道旅客鉄道（JR北海道）南小樽駅下車 徒歩5分[4]
- 北海道中央バス（おたもい営業所）「小樽協会病院前」バス停下車 すぐ
- 北海道中央バス（おたもい営業所、真栄営業所、札樽線）、ジェイ・アール北海道バス（札樽線）「住吉神社前」バス停下車 徒歩5分[4]
- 駐車場約40台

## 参考資料
- “病院案内” (PDF). 北海道社会事業協会小樽病院 (2014年). 2016年5月28日閲覧。